# Sphyrospermum microphyllum
Sphyrospermum microphyllum är en ljungväxtart som beskrevs av Herman Otto Sleumer. Sphyrospermum microphyllum ingår i släktet Sphyrospermum och familjen ljungväxter. Inga underarter finns listade i Catalogue of Life.